# Stonebridge Road

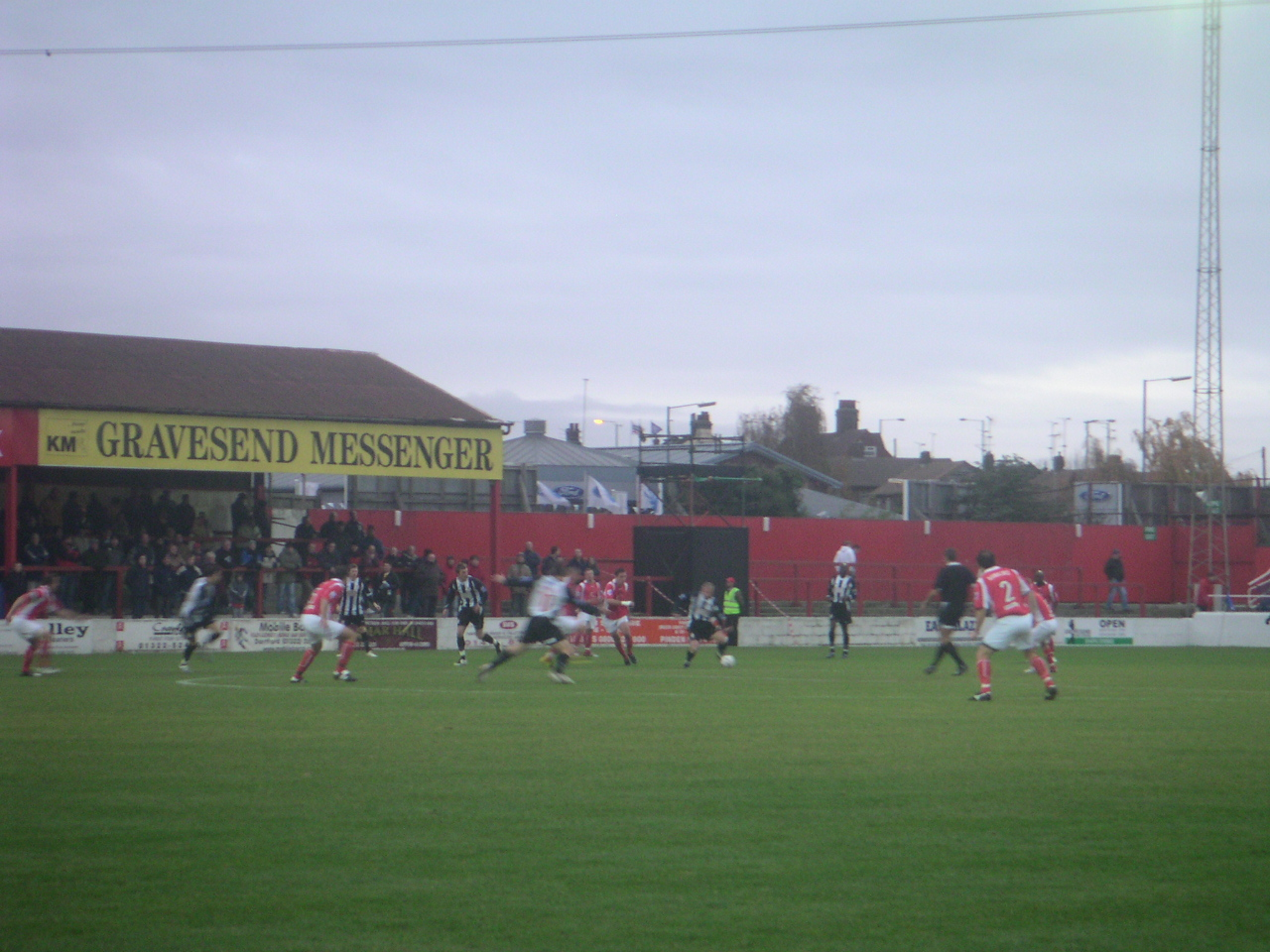
Stonebridge Road 2007.

Stonebridge Road är en multiarena i Northfleet i England. Den används för närvarande mest för fotboll och är hemmaarena för Ebbsfleet United. Charlton Athletics reservlag spelar också sina hemmamatcher här.
Arenan tar 4 500 åskådare.